# Себастьян Надь
Себастьян Надь (30 травня 1997 , Сента, Воєводина ) — сербський борець греко-римського стилю, чемпіон світу.

## Спортивні результати на міжнародних змаганнях

### Виступи на Чемпіонатах світу
| Змагання                        | Збірна | Вагова категорія                 | Місце  |
| ------------------------------- | ------ | -------------------------------- | ------ |
| Чемпіонат світу з боротьби 2021 | Сербія | греко-римська боротьба, до 67 кг | 8      |
| Чемпіонат світу з боротьби 2022 | Сербія | греко-римська боротьба, до 63 кг | Золото |

### Виступи на Чемпіонатах Європи
| Змагання                         | Збірна | Вагова категорія                 | Місце |
| -------------------------------- | ------ | -------------------------------- | ----- |
| Чемпіонат Європи з боротьби 2019 | Сербія | греко-римська боротьба, до 72 кг | 14    |
| Чемпіонат Європи з боротьби 2022 | Сербія | греко-римська боротьба, до 67 кг | 5     |
| Чемпіонат Європи з боротьби 2023 | Сербія | греко-римська боротьба, до 67 кг | 12    |
| Чемпіонат Європи з боротьби 2024 | Сербія | греко-римська боротьба, до 67 кг | 12    |

### Виступи на інших змаганнях
| Змагання                                         | Збірна | Вагова категорія                 | Місце  |
| ------------------------------------------------ | ------ | -------------------------------- | ------ |
| Гран-прі Загреба з боротьби 2015                 | Сербія | греко-римська боротьба, до 59 кг | 5      |
| Міжнародний турнір Любомира Івановича-Гедзи 2015 | Сербія | греко-римська боротьба, до 59 кг | 8      |
| Міжнародний турнір Любомира Івановича-Гедзи 2016 | Сербія | греко-римська боротьба, до 59 кг | 12     |
| Гран-прі Загреба з боротьби 2017                 | Сербія | греко-римська боротьба, до 66 кг | 5      |
| Меморіал Іона Корнеану і Ладислава Сімона 2017   | Сербія | греко-римська боротьба, до 66 кг | 5      |
| Гран-прі Загреба з боротьби 2018                 | Сербія | греко-римська боротьба, до 67 кг | 14     |
| Турнір Дана Колова — Николи Петрова 2018         | Сербія | греко-римська боротьба, до 67 кг | 16     |
| Гран-прі Угорщини з боротьби 2018                | Сербія | греко-римська боротьба, до 67 кг | 14     |
| Меморіал Іона Корнеану і Ладислава Сімона 2018   | Сербія | греко-римська боротьба, до 67 кг | 5      |
| Міжнародний турнір Любомира Івановича-Гедзи 2019 | Сербія | греко-римська боротьба, до 67 кг | Бронза |
| Турнір Г. Картозія і В. Балавадзе 2019           | Сербія | греко-римська боротьба, до 67 кг | 17     |
| Чемпіонат Сербії з боротьби 2020                 | Сербія | греко-римська боротьба, до 67 кг | Золото |
| Відкритий турнір Загребу з боротьби 2020         | Сербія | греко-римська боротьба, до 67 кг | Бронза |
| Турнір Дана Колова — Николи Петрова 2021         | Сербія | греко-римська боротьба, до 67 кг | Срібло |
| Міжнародний турнір Любомира Івановича-Гедзи 2021 | Сербія | греко-римська боротьба, до 67 кг | Бронза |
| Турнір Мустафи Ібрагіма 2021                     | Сербія | греко-римська боротьба, до 67 кг | Золото |
| Турнір Дана Колова — Николи Петрова 2022         | Сербія | греко-римська боротьба, до 67 кг | Срібло |
| Меморіал Іона Корнеану і Ладислава Сімона 2022   | Сербія | греко-римська боротьба, до 67 кг | Бронза |
| Міжнародний турнір Любомира Івановича-Гедзи 2022 | Сербія | греко-римська боротьба, до 67 кг | Срібло |
| Тор Мастерс 2023                                 | Сербія | греко-римська боротьба, до 67 кг | Бронза |
| Міжнародний турнір Любомира Івановича-Гедзи 2023 | Сербія | греко-римська боротьба, до 67 кг | Бронза |
| Гран-прі Німеччини з боротьби 2023               | Сербія | греко-римська боротьба, до 67 кг | 12     |
| Відкритий чемпіонат Загреба з боротьби 2024      | Сербія | греко-римська боротьба, до 67 кг | 5      |
| Тор Мастерс 2024                                 | Сербія | греко-римська боротьба, до 72 кг | 5      |
| Міжнародний турнір Любомира Івановича-Гедзи 2024 | Сербія | греко-римська боротьба, до 67 кг | Золото |

### Виступи на змаганнях молодших вікових груп
| Змагання                                                   | Збірна | Вагова категорія                 | Місце  |
| ---------------------------------------------------------- | ------ | -------------------------------- | ------ |
| Чемпіонат Європи з боротьби серед кадетів 2012             | Сербія | греко-римська боротьба, до 46 кг | 5      |
| Чемпіонат світу з боротьби серед кадетів 2012              | Сербія | греко-римська боротьба, до 46 кг | 15     |
| Чемпіонат Європи з боротьби серед кадетів 2013             | Сербія | греко-римська боротьба, до 50 кг | 15     |
| Чемпіонат світу з боротьби серед кадетів 2013              | Сербія | греко-римська боротьба, до 50 кг | 18     |
| Середземноморський чемпіонат з боротьби серед юніорів 2014 | Сербія | греко-римська боротьба, до 55 кг | Золото |
| Середземноморський чемпіонат з боротьби серед кадетів 2014 | Сербія | греко-римська боротьба, до 54 кг | Золото |
| Чемпіонат світу з боротьби серед кадетів 2014              | Сербія | греко-римська боротьба, до 54 кг | 5      |
| Чемпіонат Європи з боротьби серед юніорів 2015             | Сербія | греко-римська боротьба, до 60 кг | 9      |
| Чемпіонат Європи з боротьби серед юніорів 2016             | Сербія | греко-римська боротьба, до 60 кг | 13     |
| Балканський чемпіонат з боротьби серед юніорів 2016        | Сербія | греко-римська боротьба, до 66 кг | Золото |
| Середземноморський чемпіонат з боротьби серед юніорів 2016 | Сербія | греко-римська боротьба, до 66 кг | Золото |
| Чемпіонат Європи з боротьби серед молоді 2017              | Сербія | греко-римська боротьба, до 66 кг | Бронза |
| Чемпіонат Європи з боротьби серед юніорів 2017             | Сербія | греко-римська боротьба, до 66 кг | 5      |
| Чемпіонат світу з боротьби серед юніорів 2017              | Сербія | греко-римська боротьба, до 66 кг | 17     |
| Чемпіонат світу з боротьби серед молоді 2017               | Сербія | греко-римська боротьба, до 66 кг | 22     |
| Чемпіонат Європи з боротьби серед молоді 2018              | Сербія | греко-римська боротьба, до 67 кг | 5      |
| Чемпіонат світу з боротьби серед молоді 2018               | Сербія | греко-римська боротьба, до 67 кг | 14     |
| Чемпіонат Європи з боротьби серед молоді 2019              | Сербія | греко-римська боротьба, до 67 кг | Срібло |
| Чемпіонат світу з боротьби серед молоді 2019               | Сербія | греко-римська боротьба, до 67 кг | 18     |